# Dasygnypeta
Dasygnypeta är ett släkte av skalbaggar som beskrevs av Lohse 1974. Dasygnypeta ingår i familjen kortvingar.
Släktet innehåller bara arten Dasygnypeta velata.